# Fredrik Smitt

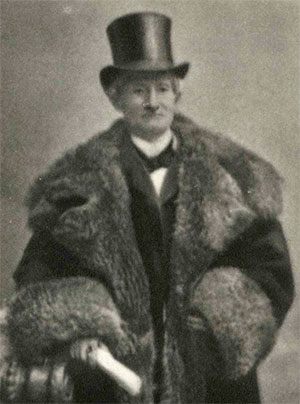
Isac Fredrik Smitt

Isac Fredrik Smitt, född 12 mars 1818 (enl. vissa uppgifter 1820) i Stockholm, död 17 oktober 1896 i S:t Laurentii församling, Söderköping, var en svensk skådespelare och teaterdirektör.
Smitt inledde sin teaterkarriär 1834 som elev vid Kungliga Teaterns balettskola. Han debuterade på Eskilstuna teater under J.A. Lambert 1837 i rollen som Paul i Strandrätten, och var 1837–1839 anställd vid Carl Wilhelm Westerlunds sällskap, som spelade i Finland, 1839–1845 hos A. G. Wallin, och 1845–1846 hos Lars Erik Elfforss. På hösten 1846 började han som direktör vid teatern i Köping, där han med avbrott för engagemang hos V. Th. Gille 1855–1856, 1856–1859 hos Elfforss och 1869–1871 vid Södra teatern, blev kvar i 47 år. Bland hans roller märks karaktärsroller som Jeppe i Jeppe på berget, Magnus Drakenhjelm i Efter femtio år, Gaspard i Debutanten och hennes far och Konjander i Hittebarnet.
Smitt gifte sig 1849 med skådespelerskan Ida Lindholm. Han gav 1896 ut sina memoarer, Teatern förr och nu.